# Roy Hansson
Roy Hasse Georg Hansson, född 18 maj 1944 i Linderöds församling i Kristianstads län, död 9 januari 2004 i Visby, var en svensk politiker (moderat). Han var ordinarie riksdagsledamot 1998–2002, invald för Gotlands läns valkrets.
I riksdagen var han ledamot i kulturutskottet 1999–2002. Han var även suppleant i kulturutskottet och utrikesutskottet. Roy Hansson är begravd på Norra kyrkogården i Visby.